# 淺黑星衫魚
淺黑星衫魚（学名：Astronesthes nigroides）为輻鰭魚綱巨口鱼目巨口鱼科的其中一種。分布于西北太平洋海域，為深海魚類，體長可達12.8公分。

## 扩展阅读
維基物種上的相關：淺黑星衫魚